# Novi Ligure
Novi Ligure é uma comuna italiana da região do Piemonte, província de Alexandria, com cerca de 27.223 habitantes. Estende-se por uma área de 54,22 km², tendo uma densidade populacional de 502 hab/km². Faz fronteira com Basaluzzo, Bosco Marengo, Cassano Spinola, Gavi, Pasturana, Pozzolo Formigaro, Serravalle Scrivia, Tassarolo.

## Demografia
| Variação demográfica do município entre 1861 e 2011                               |
|                                                                                   |
| Fonte: Istituto Nazionale di Statistica (ISTAT) - Elaboração gráfica da Wikipedia |